# Fábio Cherem
Luiz Fábio Cherem, mais conhecido como Fábio Cherem (Lavras, MG, 19 de outubro de 1968) é um engenheiro civil e político brasileiro.

## Biografia
Formado em Engenharia pela UFMG, executou projetos como a Sede do Tribunal Regional Eleitoral do Paraná, em Curitiba, a sede do Ministério Público de Minas Gerais em Uberlândia além de diversos conjuntos habitacionais de natureza popular.
Em 2008, foi candidato à Prefeitura de Lavras, ficando em segundo lugar.
Lançou sua candidatura a deputado estadual de Minas Gerais, sendo eleito com 37.855 votos. Após ser diplomado, assumiu o Gabinete 207 da Assembleia Legislativa de Minas. Crítico do sistema político brasileiro é favorável ao Voto distrital. 
No ano de 2012, destinou 100% de suas Emendas Parlamentares para o caixa escolar de mais de 150 Escolas Estaduais.  
Em 2014, novamente candidato a Deputado Estadual pelo Partido Social Democrático, foi eleito com 65.778 votos.
Em seu segundo mandato foi indicado como membro efetivo do Conselho Estadual dos Direitos da Criança e Adolescente, representando a Assembleia Legislativa de Minas Gerais. Favorável à maior participação das mulheres na política foi relator, na Comissão Especial de Proposta de Emenda Constitucional que objetiva a inclusão de, pelo menos, um elemento do gênero feminino na composição da mesa diretora.
Foi nomeado Secretário de Estado de Desenvolvimento Econômico de Minas Gerais em 21 de junho de 2016.
Ao retornar para a Assembléia em 2017, assume a presidência da Comissão de Transporte, Comunicação e Obras Públicas. 
Em 2018, filiou-se ao Partido Democrata Trabalhista - PDT e concorreu ao Senado Federal por Minas Gerais pela coligação "Minas Tem Jeito", obtendo 899.924 votos sendo o candidato mais votado da coligação, alcançando apenas a sétima posição do pleito.

## Condecorações
- 2000 - Diploma de Honra ao Mérito da Câmara Municipal de Lavras;
- 2011 - Medalha Comenda Ambiental Estância Hidromineral de São Lourenço e Medalha do Dia de Minas de Mariana;
- 2012 - Título de Cidadania Tricordiana da Câmara Municipal de Três Corações / Medalha do Mérito Legislativo - ALMG / Homenagem da Polícia Militar de Lavras: pessoa parceira com a Milícia de Tiradentes nos trabalhos em prol do meio ambiente e do trânsito rodoviário na comunidade sul mineira;
- 2013 - Título de Cidadão Honorário Trespontano da Câmara Municipal de Três Pontas;
- 2014 - Menção honrosa pela atuação na 17ª Legislatura da ALMG, pela Defensoria Pública de Minas Gerais;
- 2015 - Medalha da Inconfidência em comemoração ao dia de Tiradentes / Medalha da Ordem do Mérito Imperador D. Pedro II, concedida pelo Corpo de Bombeiros de Minas Gerais, em Belo Horizonte / Medalha Alferes Tiradentes / Medalha do Mérito Legislativo Monsenhor Umbelino, em Elói Mendes;
- 2016 - Título de Cidadão Honorário Perdoense da Câmara Municipal de Perdões / Título de Cidadão Honorário Amparense da Câmara Municipal de Santo Antônio do Amparo.
- 2018 - Concorreu ao cargo do Senado por Minas Gerais.